# Санта Кјара (Трапани)
Санта Кјара је насеље у Италији у округу Трапани, региону Сицилија.
Према процени из 2011. у насељу је живело 53 становника. Насеље се налази на надморској висини од 46 м.